# Zenobia (stanowisko archeologiczne)
Zenobia – ruiny fortu zbudowanego przez królową Palmyry Zenobię III na prawym brzegu Eufratu w celu zabezpieczenia szlaków handlowych. Rozbudowana przez cesarza Dioklecjana. Około roku 550 cesarz Justynian umocnił fort w celu powstrzymania ekspansji króla Sasanidów Chosrowa I, jednakże w 610 roku warownia została zdobyta i zburzona przez Chosrowa II. Obecnie stanowisko archeologiczne Zalabijja w Syrii.